# Szpital im. św. Elżbiety w Katowicach
Szpital im. św. Elżbiety w Katowicach − szpital zlokalizowany w katowickiej dzielnicy Śródmieście przy ul. Warszawskiej 52, prowadzony niegdyś przez siostry zakonne ze Zgromadzenia Sióstr św. Elżbiety. Od 2017 roku placówka działa w strukturach grupy American Heart of Poland. 

## Historia

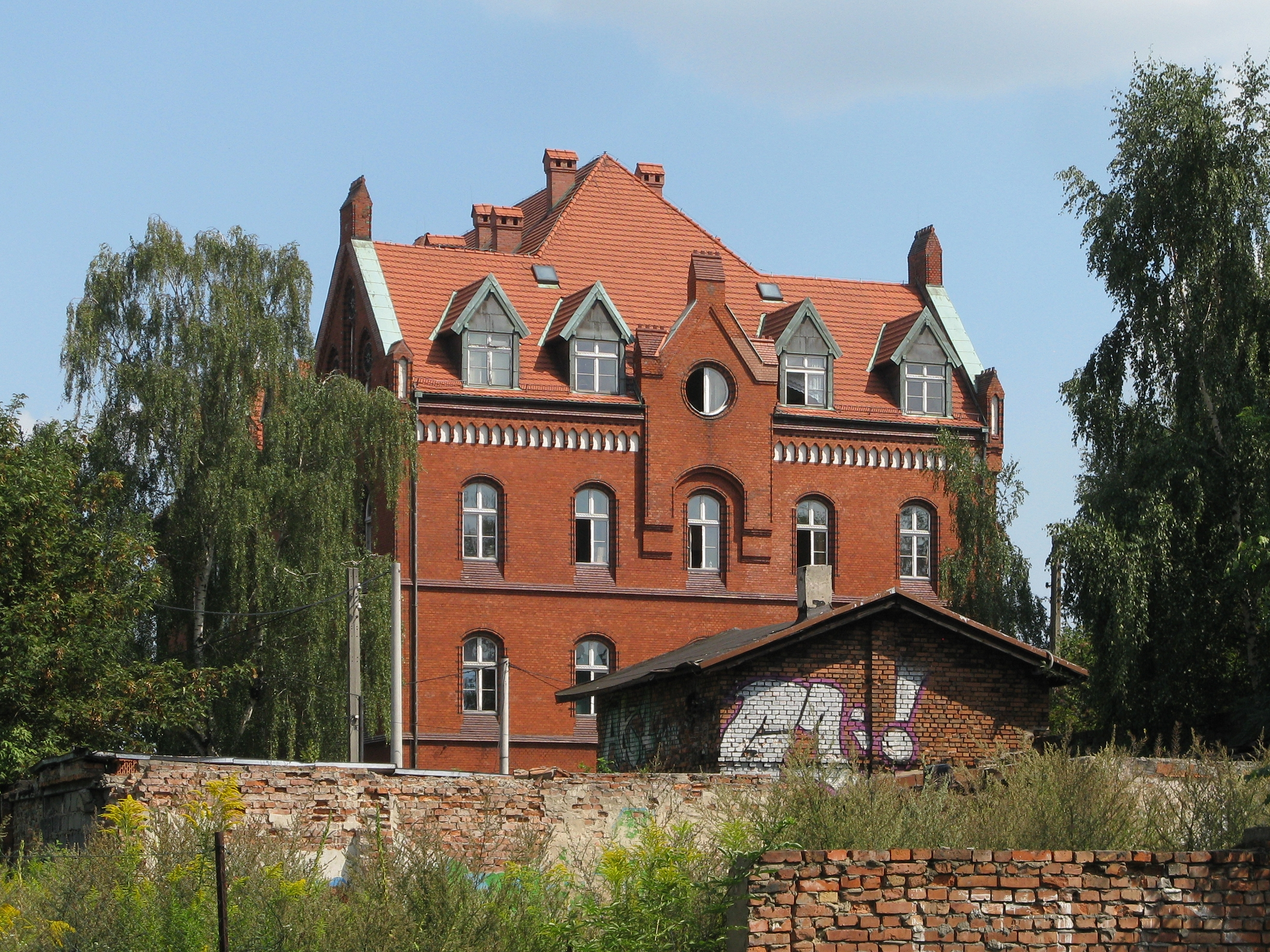
Budynek szpitala widziany z ulicy Górniczej (2018)

Gdy elżbietanki przybyły do Katowic na zaproszenie proboszcza kościoła Mariackiego ks. Wiktora Schmidta w 1870 na terenie Bogucic istniał już wtedy Szpital Bonifratrów. W 1883 siostry zamieszkały we własnym domu przy ulicy Friedrichstrasse, obecnie ul. Warszawska i rozpoczęły pielęgnację chorych, zgodnie z charyzmatem swojego zgromadzenia. Po epidemii w 1895 podjęto decyzję o otwarciu nowego szpitala. Kamień węgielny został wmurowany 18 kwietnia 1896. Projekt budynku przygotował architekt Joseph Ebers. Prace budowlane prowadziła firma Ericha Kaila. Poświęcenie szpitala odbyło się 25 listopada 1897. Szpital rozbudowano w 1905, według projektu Hermana Kustoscha. W 1930 oddano do użytku tzw. Dom św. Józefa, z przeznaczeniem dla zakaźnie chorych. Rok później powstało laboratorium. W czasie I wojny światowej szpital zamieniono na lazaret. Szpital został ostrzelany podczas III powstania śląskiego. W dniu wybuchu II wojny światowej ze szpitalu pracowały siostry wraz z okulistką dr Jadwigą Gabszewicz. Ratowano wówczas polskich żołnierzy i harcerzy. Podczas okupacji niemieckiej zakład pełnił funkcję Centralnego Szpitala Wojskowego Prowincji Górnośląskiej (Gau Oberschlesien). Po wojnie 5 kwietnia 1945 dyrektorem szpitala został dr Stefan Kwaśniewski. W październiku 1949 szpital przejęło państwo. Zmieniono nazwę na Szpital Miejski nr 2. Szpital działał do 1987. Wówczas rozpoczęto kapitalny remont zabudowy. W 1991 szpital został zwrócony elżbietankom, które otwarły go ponownie 6 września 1996.
21 maja 1985 budynek szpitala został wpisany do rejestru zabytków nieruchomych (nr rej.: A/1336/85; obecnie A/1157/23).
Rada Miasta Katowice uchwałą nr XVII/347/11 z 21 grudnia 2011 nadała ulicy łączącej ul. Jerzego Dudy-Gracza z terenem Szpitala im. Św. Elżbiety nazwę ul. ks. Stanisława Maślińskiego; uchwała weszła w życie 3 lutego 2012.

## Oddziały
W szpitalu otwarte są następujące oddziały i poradnie:
- Oddział chirurgii ogólnej
- Oddział chorób wewnętrznych
- Poradnia chirurgii ogólnej
- Poradnia chorób wewnętrznych
- Poradnia gastroenterologiczna
- Poradnia medycyny pracy